# طاووس‌تباران
طاووس‌تباران (به لاتین: Pavonini) یک تبار از پرندگان زیرخانواده طاووسیان است. اعضای این خانواده عمدتاً در مناطق گرمسیری آسیا و یک گونه در جنگل‌های بارانی کنگو در آفریقا یافت می‌شوند. این تبار دربردارندهٔ دو گروه از مهمترین اعضای کاریزماتیک قرقاولان یعنی طاووس‌ها و آرگوس‌ها هستند، اما شامل دو گونه به نسبت مرتبط در سردهٔ کبک‌های گرمسیری هستند که در گذشته با کبک‌های تپه هم‌گروه بودند (در حال حاضر شناخته شده‌است که متعلق به یک زیرخانوادهٔ کاملاً متفاوت یعنی کبکیان کاکلی است) تا زمانی که مطالعات تبارشناختی رابطهٔ آنها را با طاووس نشان داد. این گروه‌بندی‌ها با تجزیه و تحلیل تبارشناختی ماکیان‌سانان در سال ۲۰۲۱ پشتیبانی شد و توسط کنگره بین‌المللی پرنده‌شناسی پذیرفته شد.